# 슈미트 팔
슈미트 팔(헝가리어: Schmitt Pál, 문화어: 슈미뜨 빨, 1942년 5월 13일 ~ )은 헝가리 청년민주동맹당의 정치인이다. 2010년 5월 헝가리 총선 후 국회의장 자리에 올라갔으며, 대통령을 선출하는 투표에서 263표를 득표하여 헝가리의 대통령으로 당선되었으나, 2012년 4월 2일, 논문 표절 여파로 대통령에서 물러났다.
그는 젊은 시절 펜싱 선수로 활약했다. 1968년과 1972년 올림픽에 헝가리 국가대표 펜싱 선수로 출전하여 금메달을 획득하기도 했다. 1980년대 스포츠담당 차관, 1990년대에 IOC 부위원장과 스페인대사, 스위스대사를 2002년에는 청년민주동맹의 부총재 자리에 올랐었다.

## 학위 논문 표절 논란
2012년 1월 11일, HVG(Heti Világgazdaság, 주간 세계 경제)의 웹사이트에 슈미트의 박사 학위 논문이 불가리아의 전문가 니콜라이 그레고리에프의 글을 표절했다는 내용이 보도되었다. 그레고리에프의 원 논문은 1987년 발표되었다. 슈미트의 1992년 논문은 이 그레고리예프의 논문을 거의 통째로 번역한 것으로 보였다. 대통령실은 해당 웹사이트에 이 주장을 반박하며, 슈미트와 그레고리예프가 공동 연구를 한 것이라 주장했으나, 그레고리예프의 딸은 이 주장을 부인했다.
HVG의 웹사이트에는 1월 19일, 슈미트가 독일의 클라우스 하이네만의 1991년 논문에서 17 쪽을 표절했다고 밝혀, 전체 225쪽 논문 중 표절로 드러난 곳이 213쪽(95%)으로 늘어났다. 이 사실은 부다페스트 셈멜바이스 대학교의 5인 조사 위원회에서 확인되어, 2012년 3월 29일, 박사 학위가 취소되었다. 2012년 4월 2일, 결국 논문 표절의 여파로 대통령 직에서 물러났으며, 의회 의장인 쾨베르 라슬로가 대통령 권한 대행을 맡게 되었다.

## 역대 선거 결과
| 선거명      | 직책명          | 대수 | 정당   | 득표율 | 득표수 | 결과 | 당락 |
| ----------- | --------------- | ---- | ------ | ------ | ------ | ---- | ---- |
| 2010년 선거 | 헝가리의 대통령 | 4대  | 피데스 | 68.1%  | 263표  | 1위  |      |